# Aes signatum

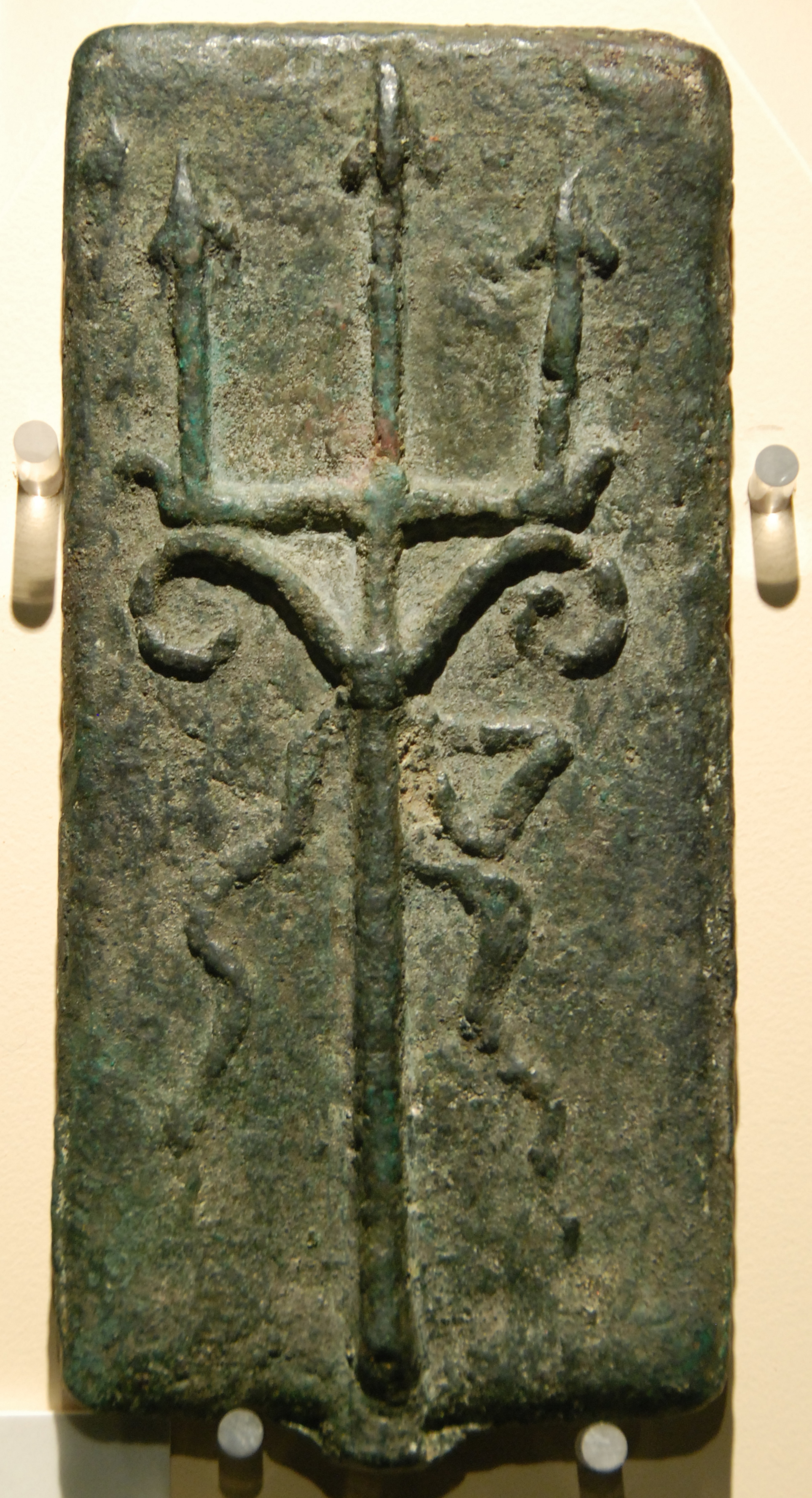
Aes Signatum, Древний Рим 450 до н. е; бронза; 185,00×90,00 мм; 1616,62 гр; Ватиканская библиотека, Рим

 Aes signatum  (с латинского — «обозначенный, имеющий знак») — бронзовый слиток определенного качества и веса, имеющий штамп выпуклой формы. Использовались в качестве денежной меры в Древнем Риме и Центральной Италии до появления монет, aes grave, в середине IV века до нашей эры.
Неизвестно, когда именно Aes signatum были использованы впервые. Народная традиция приписывает употребление его в качестве платежного средства ещё со времен Сервия Туллия, но из-за высокого качества изготовления даже в самых ранних образцах, это видится маловероятным. Возможно, появление aes signatum предшествует V веку до н. э. На aes signatum наносились штампы с изображениями быка, орла, и другими религиозными символами. Самые ранние из известных aes signatum были отлиты не в Риме, а в центральной Италии, Этрурии, и в Умбрии. Они имели отлитый знак дерева с ветвями, отходящими от ствола в стороны, поэтому их назвали Ramo Secco (сухие ветки). По весу они не равны стандартным Aes signatum: он колеблется от 600 до 2500 граммов. Ramo Secco обычно делились на пять небольших частей, из которых и происходит древнеримская медная монета — асс.
Aes signatum стали мерой стоимости, вытеснив необозначенные бронзовые Aes rude.